# Segunda Conspiração Catilinária

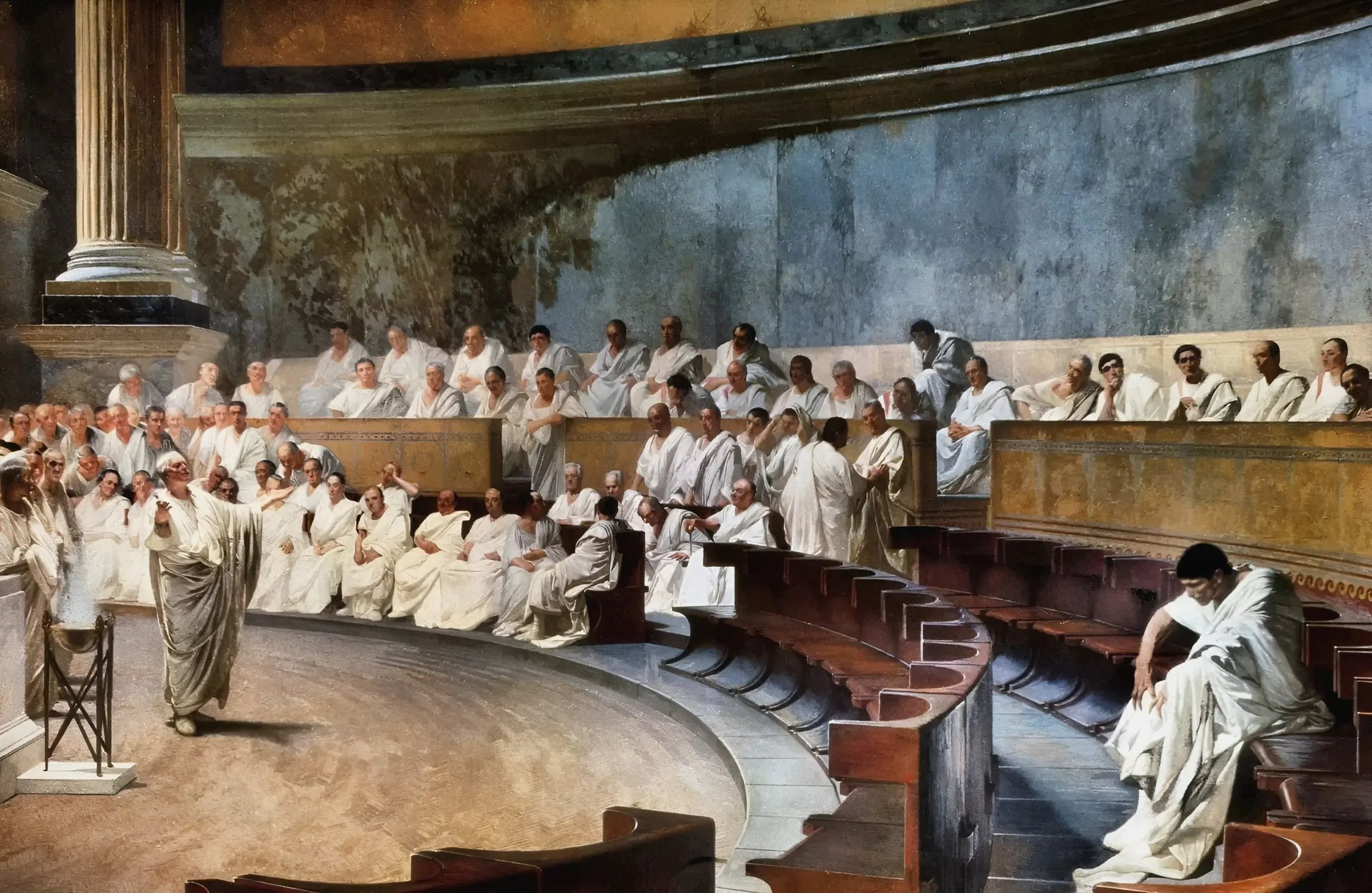
"Cícero denuncia Catilina". Quando foi cônsul, Cícero foi responsável por desmantelar a Segunda Conspiração de Catilina, executando sumariamente seus líderes, uma decisão que resultaria em seu exílio anos depois.
1889. Afresco de Cesare Maccari no Palazzo Madama, em Roma.

A Segunda Conspiração Catilinária, conhecida simplesmente como Conspiração Catilinária, foi um complô arquitetado pelo senador romano Lúcio Sérgio Catilina, com a ajuda de alguns outros optimates (aristocratas) e veteranos insatisfeitos do exército de Lúcio Cornélio Sula, para encerrar o consulado de Cícero e Caio Antônio Híbrida em 63 a.C. Cícero expôs o complô e Catilina foi forçado a fugir de Roma.
Não deve ser confundida com um complô anterior, a Primeira Conspiração Catilinária, da qual Catilina provavelmente não participou, apesar das acusações de Cícero.

## Conspiradores
Catilina já havia perdido a eleição consular várias vezes e acabou acreditando que sua única chance de chegar ao posto seria através de meios ilegais. Ao dar início ao seu plano, ele conseguiu o apoio de um grande número de simpatizantes das classes senatorial e esquestre, muitos dos quais enfrentavam problemas similares aos seus em relação ao Senado Romano. Públio Cornélio Lêntulo Sura, o mais influente dos conspiradores depois do próprio Catilina, já havia sido cônsul em 71 a.C., mas acabou expulso do Senado pelos censores no ano seguinte acusado de devassidão. Públio Autrônio Peto, outro cúmplice, foi impedido de assumir o consulado em 65 a.C. acusado de fraude eleitoral (em latim: "ambitus"). Lúcio Cássio Longino, pretor em 66 a.C. com Cícero, se juntou aos conspiradores depois de perder a eleição de 64 a.C. assim como Catilina. Caio Cetego, que era relativamente jovem na época da conspiração, era considerado especialmente violento e sua pressa em avançar rapidamente na carreira política pode ter sido a causa de seu envolvimento com os conspiradores. Entre os conspiradores estravam ainda muitos outros patrícios e plebeus que se viam excluídos da política romana por motivos variados. Muitos deles buscavam restaurar seus status como senadores e recuperar poderes perdidos.
Promovendo sua política de alívio financeiro, Catilina inicialmente conseguiu a simpatia de muitos dos romanos mais pobres além de uma grande parte dos veteranos insatisfeitos de Lúcio Cornélio Sula. O problema das dívidas alcançou o ápice em 63 a.C., depois que décadas de guerra provocaram um severo declínio econômico por toda a península Itálica. Muitos fazendeiros plebeus perderam suas terras e foram forçados a migrar para as cidades, inchando os números dos pobres urbanos. Os veteranos de Sula estavam em péssima situação e desejavam ardorosamente recuperar o status que detinham décadas antes seguindo o caminho da guerra atrás do "próximo Sula". Por todas estas razões, muitos dos plebeus apoiavam Catilina na esperança de terem suas dívidas perdoadas.

## Conspiração
Catilina enviou Caio Mânlio, um centurião veterano do exército de Sula, para organizar a conspiração na Etrúria, onde ele conseguiu reunir um exército. Outros foram enviados para fomentar a conspiração em importantes cidades na península Itálica, incluindo os escravos envolvidos numa pequena revolta em Cápua. Com as tensões aumentando especialmente nas zonas rurais, Catilina cuidava dos preparativos finais em Roma, incluindo incêndios e o assassinato de um grande número de senadores; em seguida, ele seguiria para a Etrúria para se juntar ao exército de Mânlio. Para arrematar o golpe, os conspiradores marchariam até Roma para assumir o controle do governo. Para dar início ao plano, Caio Cornélio e Lúcio Vargunteio deveriam assassinar Cícero na manhã de 7 de novembro de 63 a.C., mas Quinto Cúrio, um senador que tornar-se-ia um dos principais informantes de Cícero, alertou-o da ameaça avisando sua amante, Fúlvia. Cícero escapou da morte naquela manhã colocando guardas na entrada de sua casa, o que assustou os conspiradores.
No dia seguinte, Cícero reuniu o Senado no Templo de Júpiter Estator e cercou o edifício com guardas armados. Surpreendentemente, Catilina estava presente durante o discurso de Cícero denunciando o complô e conta-se que os senadores que estavam próximos a ele vagarosamente se afastaram no decorrer do discurso, a primeira das quatro "Orações Catilinárias" de Cícero. Porém, algumas fontes sugerem que o Senado inicialmente não acreditou em Cícero. Furioso com as acusações, Catilina exortou ao Senado que lembrasse a história de sua família e o quanto ela já havia servido a república, instruindo-os a não acreditarem em rumores falsos e a confiarem no nome de sua família. Finalmente, Catilina acusou os senadores de confiarem demais na palavra de homem novo — Cícero foi o primeiro da gente Túlia a chegar ao consulado — em detrimento da de um nobilis, ele próprio. Catilina encerrou seu discurso afirmando de forma violenta, afirmando que iria atear fogo a si próprio provocando a destruição de todos. Logo depois, ele correu para sua casa e, na noite do mesmo, declarou publicamente estar concordando com as exigências de Cícero e fugiu de Roma alegando estar seguindo para um exílio voluntário em Massília, na Gália Narbonense, por causa de "maus tratos" por parte do cônsul; ao invés disto, Catilina seguiu para o acampamento de Mânlio, na Etrúria, para dar continuidade à sua revolta.
Enquanto Catilina estava organizando seu exército, os conspiradores continuaram o plano. Eles observaram que uma delegação dos gauleses alóbroges estava em Roma buscando alívio da opressão do governador da Gália Cisalpina. Aproveitando a situação, Lêntulo Sura pediu que Públio Umbreno, um comerciante com negócios na Gália, lhes oferecesse o desejado alívio contra o tal governador. Ele levou consigo Públio Gabínio Capitão, um dos principais conspiradores da ordem equestre, a um encontro no qual a conspiração foi revelada aos alóbroges. Os gauleses imediatamente perceberam o valor da informação que obtiveram e informaram Cícero, que os orientou a conseguirem uma prova tangível da conspiração. Cinco dos principais conspiradores foram então convencidos a enviar cartas aos alóbroges para que os emissários pudessem mostrar ao seu povo que havia esperança para eles se participassem da revolta, a prova que Cícero precisava. As cartas foram interceptadas na Ponte Mílvia, já a caminho para a Gália. Em seguida, Cícero ordenou que as cartas interceptadas fossem lidas no Senado no dia seguinte e, logo depois, os cinco conspiradores foram sumariamente condenados à morte apesar de um eloquente protesto de Júlio César alertando que nenhum cidadão romano poderia ser executado sem um julgamento. Temendo que outros conspiradores pudessem libertar Lêntulo Sura e os demais implicados, Cícero ordenou que eles fossem estrangulados no Tuliano imediatamente, ele próprio escoltando Lêntulo até lá. Depois das execuções, Cícero anunciou à multidão reunida no Fórum Romano o que havia acontecido.
Em paralelo, Caio Antônio Híbrida marchou com seu exército para a Etrúria para enfrentar o próprio Catilina e seus homens. Na Batalha de Pistoia (62 a.C.), Catilina e cerca de 3 000 de seus correligionários foram derrotados pelo general Marco Petreio, a quem Híbrida entregou o comando do exército alegando questões de saúde.

## Eventos posteriores
Dois anos mais tarde, o tribuno da plebe Públio Clódio Pulcro introduziu leis ("Leges Clodiae") ameaçando com o exílio qualquer um que tenha executado um cidadão romano sem o devido processo legal. Cícero, tendo executado os membros da Segunda Conspiração de Catilina quatro anos antes sem julgamento e um adversário público de Clódio, era claramente o alvo da lei. Cícero argumentou que o senatus consultum ultimum o isentava de qualquer culpa ou punição e Cícero tentou angariar o apoio dos senadores e cônsules, especialmente de Pompeu. Quando percebeu que não conseguiria, ele próprio seguiu para o exílio. Chegando em Tessalônica em 23 de maior de 58 a.C. Depois da intervenção dos recém-eleitos tribunos Tito Ânio Milão, o Senado votou a favor de reconvocar Cícero do exílio e Clódio lançou o único voto contra o decreto.